# Byttneria abutiloides
Byttneria abutiloides är en malvaväxtart som beskrevs av St.-hil. och Naud.. Byttneria abutiloides ingår i släktet Byttneria och familjen malvaväxter. Inga underarter finns listade i Catalogue of Life.